# Calista Island
Calista Island är en ö i territoriet Falklandsöarna (Storbritannien). Den ligger i den sydvästra delen av ögruppen, 140 km väster om huvudstaden Stanley.